# No Distance Left to Run
"No Distance Left to Run" é uma canção escrita por Damon Albarn, Graham Coxon, Alex James e Dave Rowntree, gravada pela banda Blur.
É o terceiro single do sexto álbum de estúdio lançado a 15 de Março de 1999, 13.

## Paradas
| Paradas (1999)                 | Posições |
| ------------------------------ | -------- |
| Reino Unido - UK Singles Chart | 14       |